# Tallard (Altos-Alpes)
Tallard é uma comuna francesa na região administrativa da Provença-Alpes-Costa Azul, no departamento de Altos-Alpes. Estende-se por uma área de 15,02 km². Em 2010 a comuna tinha 2 297 habitantes (densidade: 152,9 hab./km²).